# 트리칼라현
트리칼라현은 그리스 테살리아주 북서부에 있는 현으로, 중심 도시는 트리칼라이다. 이 현은 1881년에 설치되었으며, 1947년에 카르디차현이 분리되었다. 칼람파카와 메테오라가 트리칼라현에 있다. 남쪽에는 카르디차현, 남서쪽에는 아르타현, 서쪽에는 이오아니나현, 북쪽에는 그레베나현, 동쪽에는 라리사현이 있다.